# Скорпион (1-й сезон)
Первый сезон американского телесериала  «Скорпион», премьера которого состоялась на канале CBS 22 сентября 2014 года, а заключительная серия сезона вышла 20 апреля 2015 года. Общее количество эпизодов в сезоне 22.

## Сюжет
Сюжет основан на реальных событиях. Это история об эксцентричном гении и его группе вундеркиндов. Они являются аналитическим центром, работающим на службу национальной безопасности, и их задача — разбираться со сложными угрозами современности.

## Эпизоды
| № общий | № в сезоне | Название                                                   | Режиссёр        | Автор сценария                         | Дата премьеры    | Зрители в США (млн) |
| ------- | ---------- | ---------------------------------------------------------- | --------------- | -------------------------------------- | ---------------- | ------------------- |
| 1       | 1          | «Pilot» «Пилот»                                            | Джастин Лин     | Телесценарий: Ник Сантора              | 22 сентября 2014 | 13,83               |
| 2       | 2          | «Single Point of Failure» «Точка вывода из строя»          | Бобби Рот       | Дэвид Фостер                           | 29 сентября 2014 | 13,36               |
| 3       | 3          | «A Cyclone» «Циклон»                                       | Гэри Фледер     | Ник Сантора и Николас Вуттон           | 6 октября 2014   | 11,82               |
| 4       | 4          | «Plutonium Is Forever» «Плутоний навсегда»                 | Дуайт Х. Литтл  | Элизабет Билл                          | 13 октября 2014  | 11,51               |
| 5       | 5          | «Shorthanded» «Нуждающийся в помощи»                       | Джефф Т. Томас  | Пол Греллонг                           | 20 октября 2014  | 10,75               |
| 6       | 6          | «True Colors» «Настоящие цвета»                            | Дуайт Х. Литтл  | Элизабет Билл                          | 27 октября 2014  | 10,39               |
| 7       | 7          | «Father's Day» «День отца»                                 | Милан Чейлов    | Ник Сантора                            | 3 ноября 2014    | 10,34               |
| 8       | 8          | «Risky Business» «Рискованное дело»                        | Мэтт Эрл Бизли  | Николас Вуттон                         | 10 ноября 2014   | 10,08               |
| 9       | 9          | «Rogue Element» «Ложный элемент»                           | Джерри Левайн   | Пол Греллонг и Ким Роум                | 17 ноября 2014   | 10,06               |
| 10      | 10         | «Talismans» «Талисманы»                                    | Сэм Хилл        | Алекс Катснельсон                      | 24 ноября 2014   | 9,28                |
| 11      | 11         | «Revenge» «Месть»                                          | Мэл Дэмски      | Элизабет Билл и Дэвид Фостер           | 8 декабря 2014   | 10,00               |
| 12      | 12         | «Dominoes» «Домино»                                        | Омар Мадха      | Роб Перлштейн и Ник Сантора            | 15 декабря 2014  | 10,07               |
| 13      | 13         | «Kill Screen» «Убивающий экран»                            | Джейс Александр | Николас Вуттон и Пол Греллонг          | 5 января 2015    | 12,32               |
| 14      | 14         | «Charades» «Шарады»                                        | Кристин Мур     | Роб Перлштейн                          | 18 января 2015   | 12,29               |
| 15      | 15         | «Forget Me Nots» «Незабудки»                               | Джанн Тёрнер    | Алекс Катснельсон и Ник Сантора        | 19 января 2015   | 12,08               |
| 16      | 16         | «Love Boat» «Лодка любви»                                  | Сэм Хилл        | Элизабет Билл и Ким Роум               | 9 февраля 2015   | 11,86               |
| 17      | 17         | «Going South» «На юг»                                      | Дэвид Гроссман  | Ник Сантора и Николас Вуттон           | 23 февраля 2015  | 10,69               |
| 18      | 18         | «Once Bitten, Twice Die» «Один раз укусили, умрёшь дважды» | Гай Ферланд     | Дэвид Дж. Мур                          | 9 марта 2015     | 10,59               |
| 19      | 19         | «Young Hearts Spark Fire» «Юные сердца искрятся огнём»     | Мэл Дэмски      | Пол Греллонг, Джей Битти и Дэн Дворкин | 23 марта 2015    | 9,70                |
| 20      | 20         | «Crossroads» «Перекрёсток»                                 | Кевин Хукс      | Дэвид Фостер                           | 30 марта 2015    | 9,38                |
| 21      | 21         | «Cliffhanger» «Клиффхэнгер»                                | Сэм Хилл        | Ник Сантора и Николас Вуттон           | 13 апреля 2015   | 9,53                |
| 22      | 22         | «Postcards from the Edge» «Открытки с края»                | Милан Чейлов    | Ник Сантора и Николас Вуттон           | 20 апреля 2015   | 10,71               |